# Ястребиночка обильноцветущая
Ястребиночка обильноцветущая (лат. Pilosella floribunda) — многолетнее травянистое растение семейства Астровые, или Сложноцветные (Asteraceae), вид рода Ястребиночка.

## Название
Научное латинское родовое название Pilosella образовано от лат. pilosus («волосатый, опушенный») и суффикса лат. -ellus, с помощью которого образуются уменьшительно-ласкательные формы, и может быть переведено как волосаточка.
Научный латинский видовой эпитет floribunda является формой женского рода лат. floribundus, имеющего значения «процветающий, обильно (буйно) цветущий».
Русскоязычное родовое название «ястребиночка», по всей видимости, является производным от названия рода Ястребинка, куда включались все виды ястребиночки до выделения в самостоятельный род, и трансформации его в уменьшительно-ласкательную форму по аналогии со словообразованием научного латинского названия. Видовой эпитет «обильноцветущая» является смысловым переводом латинского.

## Ботаническое описание
Многолетнее травянистое растение высотой до 70 см, с полым стеблем, в основании нередко фиолетовым, опушенным чёрными простыми волосками, железками (доходят до половины стебля) и звездчатыми волосками (вверху). "Помимо прямостоячих стеблей почти всегда имеются тонкие восходящие более короткие цветущие побеги-флагеллы, реже ползучие короткие подземные и наземные побеги." (Губанов И. А. Иллюстрированный определитель растений Средней России)
Прикорневые листья от узко- до широколанцетных, рассеянно опушенные простыми волосками и снизу по жилке звездчатыми. Стеблевых листьев 1-3. Листья на стелющихся побегах неявно уменьшаются от основания к верхушке.
Соцветие метельчато-зонтичное из (3)6-20(40) корзинок. "Листочки оберток 7-8(9) мм длиной, обычно без пленчатой каймы, скудно опушенные простыми, звездчатыми и железистыми волосками."(Губанов И. А. Иллюстрированный определитель растений Средней России) Зубцы венчика могут быть красноватыми, рыльца желтые.
Цветет в июне-июле, плодоносит в июле-августе.

## Распространение и экология
Основной ареал — Центральная Европа, распространена на территории европейской части бывшего СССР — Центральная, Северная и Западная часть, Прибалтика.
На влажных сыроватых, нередко заторфованных, лугах, пастбищах, паровых полях, вдоль канав и дорог.

## Классификация

### Таксономия[8]
Pilosella floribunda (Wimm. & Grab.) Fr., 1862, Exsicc. (Hier. Eur.) 1862: Pilosella n.° 17
Вид Ястребиночка обильноцветущая относится к роду Ястребиночка семейства Астровые (Asteraceae) порядка Астроцветные (Asterales). Кладограмма в соответствии с Системой APG IV по состоянию на июнь 2023 года:
|  |                                      |  |                                   |                                   |                    |  | ещё 10 семейств | ещё 10 семейств |                              |  |  |  | еще 302 подтвержденных и 194 в статусе "непроверенных" видов и инфравидовых таксонов |
|  |                                      |  |                                   |                                   |                    |  | ещё 10 семейств | ещё 10 семейств |                              |  |  |  | еще 302 подтвержденных и 194 в статусе "непроверенных" видов и инфравидовых таксонов |
|  |                                      |  |                                   | порядок Астроцветные              |                    |  |                 |                 | род Ястребиночка             |  |  |  |                                                                                      |
|  |                                      |  |                                   | порядок Астроцветные              |                    |  |                 |                 | род Ястребиночка             |  |  |  |                                                                                      |
|  | отдел Цветковые, или Покрытосеменные |  |                                   |                                   | семейство Астровые |  |                 |                 | Ястребиночка обильноцветущая |  |  |  |                                                                                      |
|  | отдел Цветковые, или Покрытосеменные |  |                                   |                                   | семейство Астровые |  |                 |                 |                              |  |  |  |                                                                                      |
|  |                                      |  | ещё 63 порядка цветковых растений | ещё 63 порядка цветковых растений |                    |  |                 | ещё 1787 родов  | ещё 1787 родов               |  |  |  |                                                                                      |
|  |                                      |  |                                   | ещё 63 порядка цветковых растений |                    |  |                 |                 | ещё 1787 родов               |  |  |  |                                                                                      |